# Sint Nicolaasbrug (Amsterdam)
De Sint Nicolaasbrug (brug 306) is een vaste brug in Amsterdam-Centrum.
De brug overspant het Open Havenfront en ligt in het verlengde van het Damrak. De brug verbindt de Prins Hendrikkade met het Stationsplein voor het Amsterdam Centraal Station. Dat leidde tot haar officieuze benaming Stationsbrug. Aangezien het de middelste van drie bruggen was voor het station werd ook de benaming Middentoegangsbrug gebruikt.
In april 2016 liet de gemeente Amsterdam alle officieuze benamingen vervallen en ging op zoek naar een nieuwe officiële benaming voor opnamen in de Basisregistraties Adressen en Gebouwen. Brug 306 kreeg nu een nieuwe naam en werd vernoemd naar Nicolaas van Myra, al eeuwenlang patroonheilige van Amsterdam, van apothekers, bankiers, prostituees, boogschutters, kinderen, ongehuwde vrouwen, kooplieden, studenten, geliefden, slagers, dieven, moordenaars, piraten et cetera en schutspatroon van de zeelieden. Bovendien ligt de brug schuin tegenover de Sint Nicolaaskerk.

## Geschiedenis
De oorspronkelijke brug werd gebouwd rond 1876, in de periode 1871 tot 1877 werd het stationeiland aangeplempt in het IJ. Tot dan toe was den Texelse Kade (tegenwoordig Prins Hendrikkade) de noordelijke oever van de Amsterdamse binnenstad. Het Rijk liet aan de zuidkant van het Stationseiland drie bruggen bouwen, de Westelijke Toegangsbrug (brug 13) aan de westkant en de Kamperbrug (brug 285) aan de oostkant. De toenmalige brug bestond uit ijzeren liggers (liggerbrug) op stenen landhoofden en ijzeren jukken. Het wegdek bestond uit houten balken op de liggers met daarom een zinklaag en als bovendek de in Amsterdam bekende houten blokjes. Met de komst van de elektrisch tram in 1902  was een versteviging noodzakelijk. Door het toenemend autoverkeer en ook het zwaarder worden van de vele autobussen die er passeerden was het houten wegdek niet stevig genoeg meer; er kwam een dek van gewapend beton.
Vanaf 1974 werd er weer grondig aan de brug gewerkt. In fasen kwam er een nieuwe brug van architect Dirk Sterenberg. Eerst kwam er een nieuw deel voor de tram aan de westkant. Dat deel kreeg nieuwe pijlers en ook al de door Sterenberg ontworpen stalen beplating van de balustrades. Dit nieuwe deel kreeg nieuwe brugpijlers; de rest van de brug werd provisorisch verstevigd, dat werd gedragen door een staalconstructie.
De gemeente had inmiddels ervaring opgedaan met het door bezoekers van het station aan de brugleuningen vastgezette fietsen en daardoor zocht ze hier voor een oplossing. Er kwam aan de oostzijde een geperforeerde stalen zitbank over de volle lengte van de brug, al snel in de volksmond de Leugenaarsbank genoemd naar de sterke verhalen die er verteld werden. De brug werd na de oplevering van de Oostlijn verder afgebouwd. De bank zou nog tot 2008 dienst doen als rustbank van de bouwvakkers die werkten aan de Noord/Zuidlijn, maar sneuvelde tijdens de werkzaamheden daaraan.
Aan de westzijde van de brug werd voor het steeds toenemende voetgangersverkeer een noodbrug aangelegd (de kruising Prins Hendrikkade en Damrak is een van de drukste oversteekplaatsen in de stad). Vanaf die westkant van de brug kon men een steiger voor rondvaartboten bereiken.
Aanvankelijk was de brug bestemd voor het tramverkeer in beide richtingen en later ook het busverkeer in één richting en voor voetgangers. Het tramverkeer ging vanaf 1980 voortaan in één richting over de brug, stad in, met links en rechts de trambaan en in het midden een breed voetpad. Aan de oostzijde was er nog een busbaan richting station en een voetpad. Het busverkeer verdween in 2008, de brug is sindsdien nog uitsluitend bestemd voor trams en voetgangers.

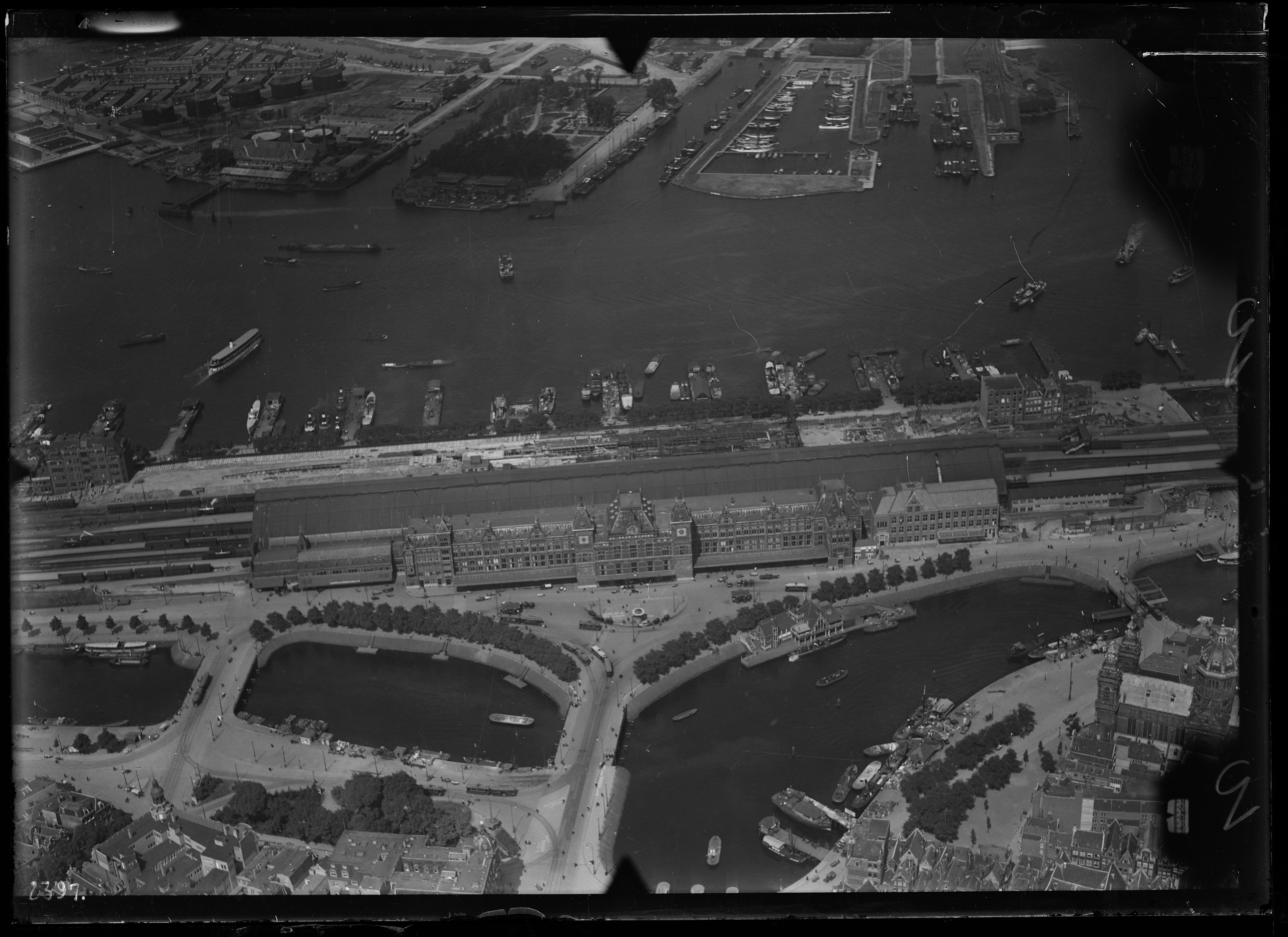
Luchtfoto van het Stationsplein en omgeving met de drie toegangsbruggen: v.l.n.r. brug 13, 306 en 285; tussen 1920 en 1940.
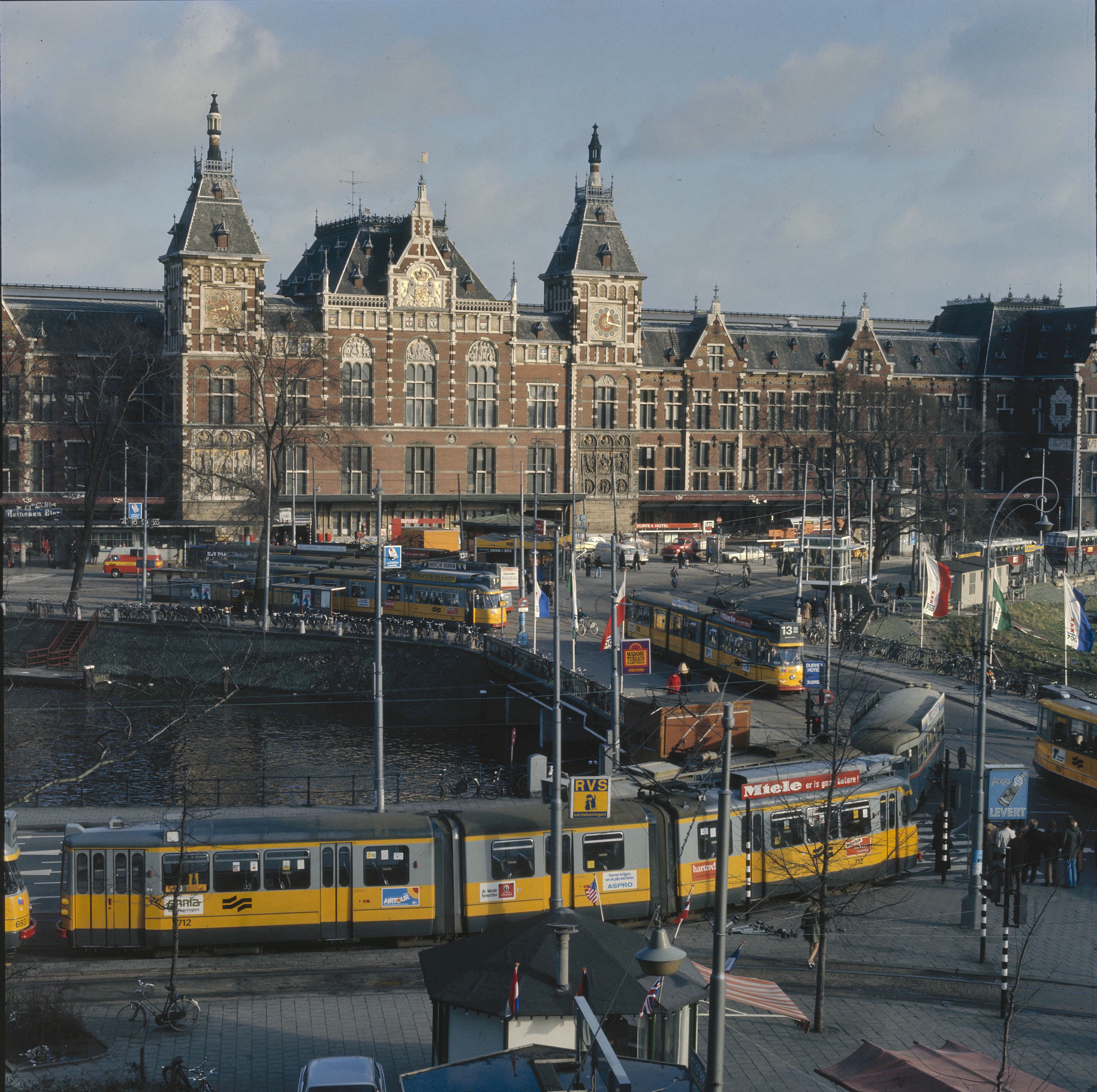
Druk tramverkeer op en bij de Middentoegangbrug, met rechts boven lijn 13 de Duiventil van Dick Slebos; 1975.
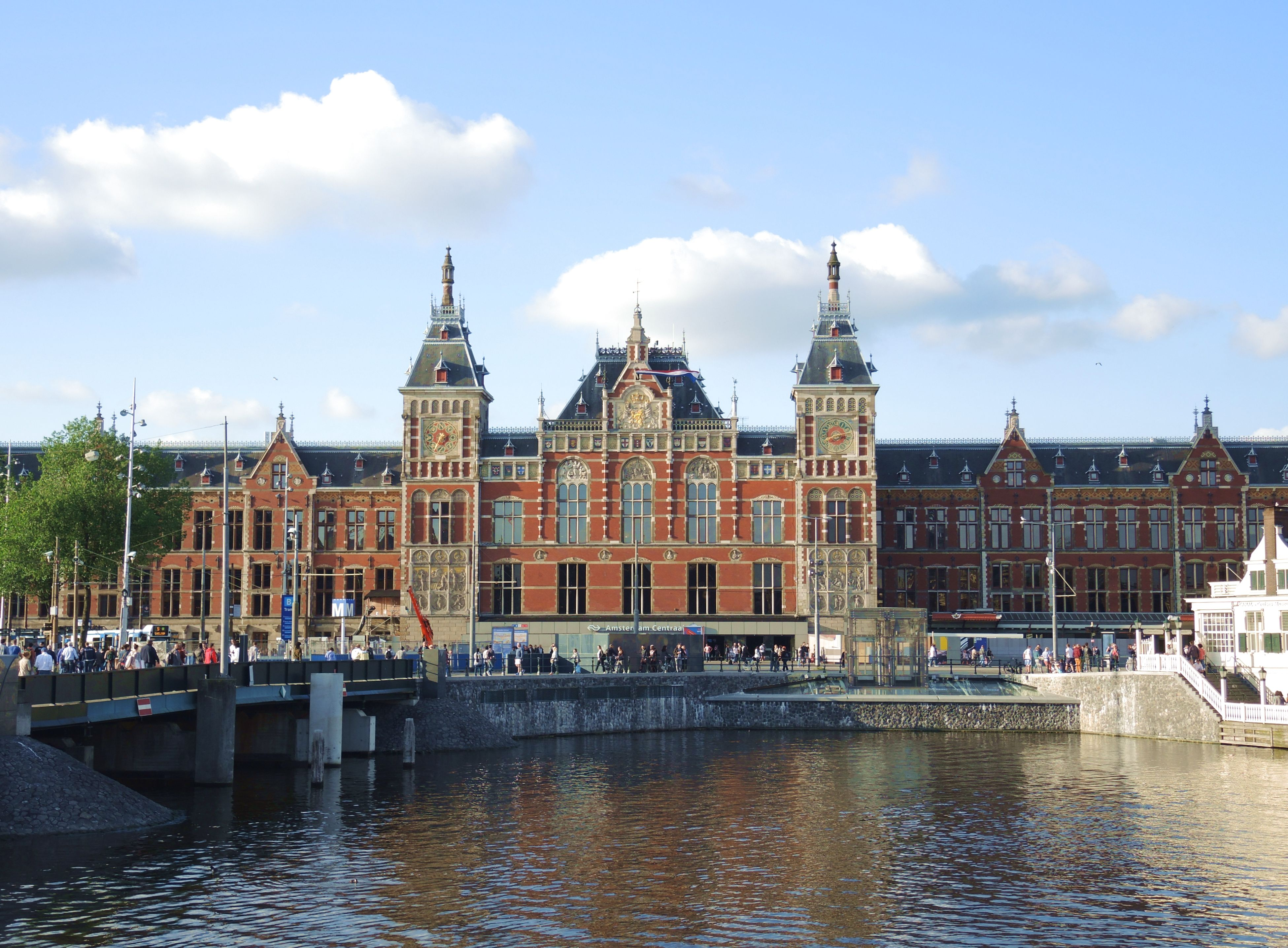
De brug met oude en nieuwe pijlers; 25 juni 2016.
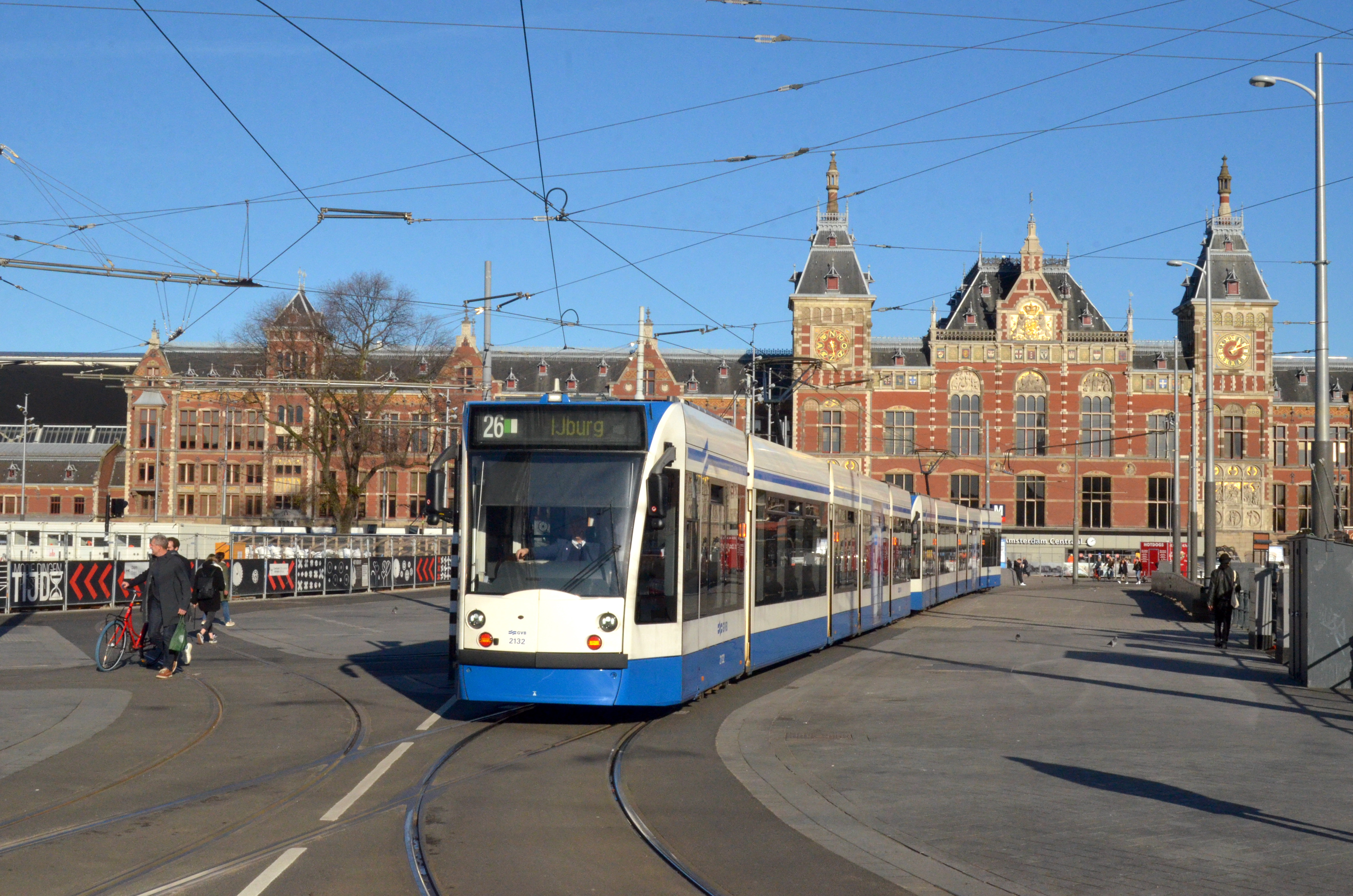
De Sint-Nicolaasbrug met een Combino-koppelstel op lijn 26; 18 november 2020.

<<< · 300 · 301 · 302 · 303 · 304 · 305 · 306 · 307 · 308 · 309 · 310 · 311 · 312 · 313 · 314 · 315 · 316 · 317 · 318 · 320 · 321 · 322 · 323 · 324 · 325 · 327 · 328 · 330 · 331 · 332 · 333 · 334 · 335 · 336 · 337 · 338 · 339 · 340 · 341 · 342 · 343 · 344 · 345 · 346 · 347 · 348 · 349 · 350 · 351 · 352 · 353 · 354 · 355 · 356 · 357 · 358 · 359 · 360 · 361 · 362 · 363 · 364 · 365 · 366 · 367 · 368 · 371 · 372 · 373 · 374 · 375 · 376 · 377 · 378 · 379 · 380 · 381 · 382 · 383 · 385 · 386 · 387 · 388 · 389 · 390 · 391 · 392 · 393 · 394 · 395 · 396 · 397 · 398 · 399 · >>>
Brugnummers 319, 326, 329 (tijdelijke duiker in de Ringspoordijk), 369, 370, 384 zijn niet (meer) vergeven.